# Bultbomurarna
Bultbomurarna este o arie protejată (arie specială de conservare — SAC, sit de importanță comunitară — SCI) din Suedia întinsă pe o suprafață de 123,9 ha, integral pe uscat.

## Localizare
Centrul sitului Bultbomurarna este situat la coordonatele 60°37′24″N 17°19′03″E / 60.6232°N 17.3175°E.

## Înființare
Situl Bultbomurarna a fost declarat sit de importanță comunitară în iulie 2000 pentru a proteja 2 specii de plante și 2 specii de animale. Situl a fost protejat și ca arie specială de conservare în martie 2011.

## Biodiversitate
Situată în ecoregiunea boreală, aria protejată conține 6 habitate naturale: Lacuri eutrofice naturale cu vegetație de tip Magnopotamion sau Hydrocharition, Taiga vestică, Mlaștini împădurite, Cursuri de apă de la nivel de câmpie la nivel montan, cu vegetație Ranunculion fluitantis și Callitricho-Batrachion, Mlaștini alcaline, Mlaștini turboase de tranziție și turbării mișcătoare.
La baza desemnării sitului se află mai multe specii protejate:
- plante (2): Hamatocaulis vernicosus, moșișoare (Liparis loeselii)
- nevertebrate (2): libelule (Leucorrhinia pectoralis), Vertigo geyeri